# Alpha Pyxidis
Désignations
Alpha Pyxidis (α Pyx / α Pyxidis) est l'étoile la plus brillante de la constellation de la Boussole, d'une magnitude apparente de 3,68. L'étoile présente une parallaxe annuelle de 3,71 mas mesurée par le satellite Hipparcos, ce qui signifie qu'elle est distante de ∼ 880 a.l. (∼ 270 pc) de la Terre.

## Propriétés
Alpha Pyxidis est une étoile géante bleue de type spectral B1.5III. C'est également une étoile variable de type Beta Cephei. L'étoile fait presque onze fois la masse du Soleil et son rayon est environ six fois plus grand que celui du Soleil. Sa température de surface est de 24 300 K et elle est environ 10 000 fois plus lumineuse que le Soleil. On s'attend à ce que les étoiles qui font plus de 10 M☉ comme Alpha Pyxidis terminent leur vie en explosant en supernova.

## Désignations
En chinois, 天狗 (Tiān Gǒu), signifiant Chien céleste, fait référence à un astérisme constitué de α Pyxidis, e Velorum, f Velorum, β Pyxidis, γ Pyxidis et δ Pyxidis. Par conséquent, α Pyxidis elle-même est appelée 天狗五 (Tiān Gǒu wǔ, la cinquième [étoile] du Chien céleste).